# Storia della masturbazione

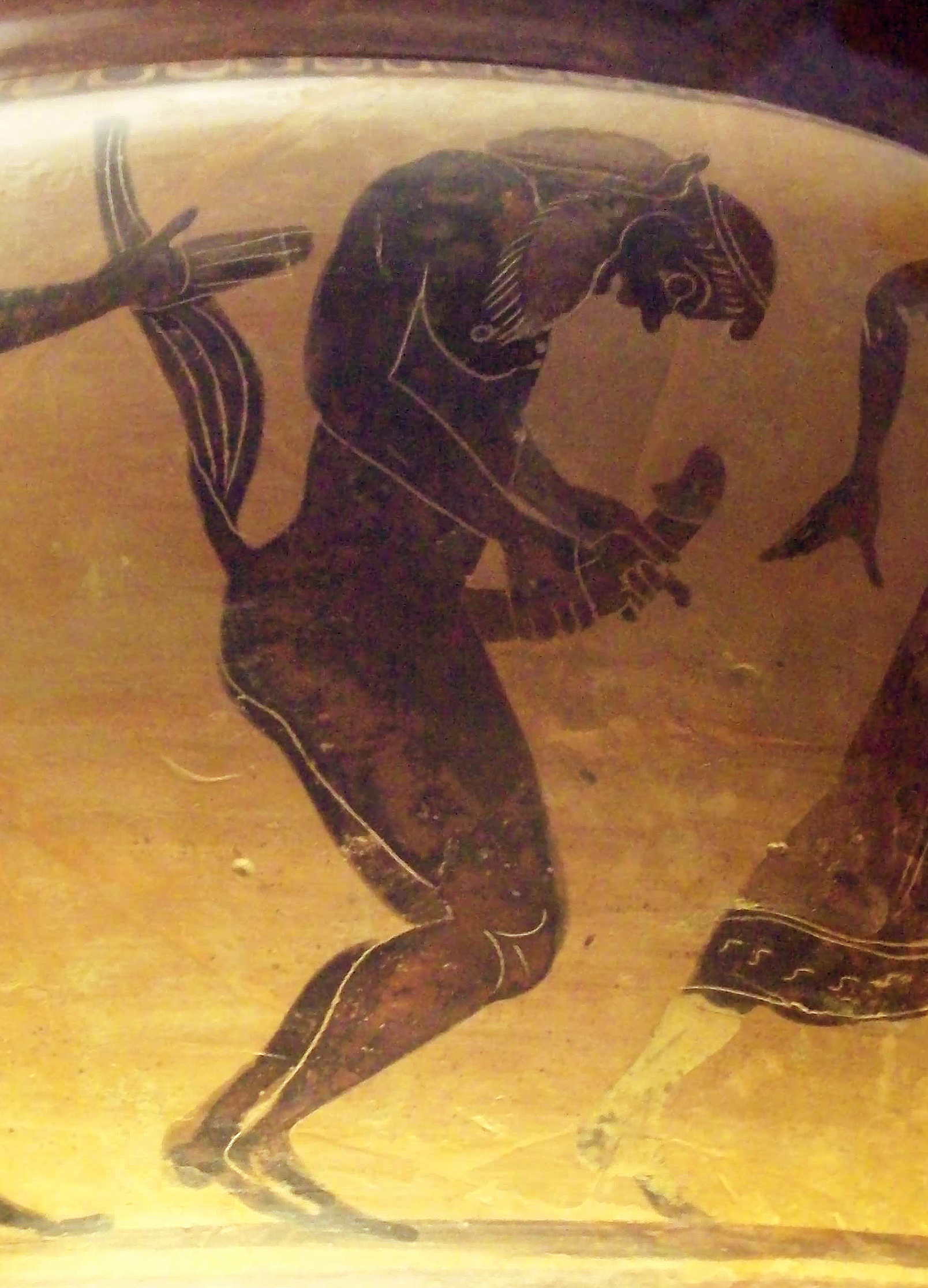
Corteo comastico con satiro che si masturba, in un cratere attico a figure nere della cerchia di Lydos (circa 550 a.C.)

Con storia della masturbazione s'intendono gli ampi cambiamenti avvenuti all'interno della società riguardanti l'etica, gli atteggiamenti sociali, lo studio scientifico e la rappresentazione artistica della masturbazione. All'interno della sessualità umana la stimolazione dei propri organi genitali è stata variamente interpretata dalle differenti religioni, è stata oggetto di legislazione, di forte polemica sociale, ma anche di studio intellettuale in sessuologia. Il punto di vista dell'opinione pubblica riguardante il tabù della masturbazione è variato anche notevolmente nelle diverse culture e nei diversi periodi storici.

## Storia antica
Vi sono raffigurazioni di masturbazione maschile nelle pitture rupestri preistoriche in tutto il mondo; molto più rara è invece la rappresentazione della masturbazione femminile, un esempio della quale, una statuetta d'argilla risalente al IV millennio a.C. raffigurante una donna nell'atto di masturbarsi, è stata ritrovata in un sito templare nell'isola di Malta.
Nella civiltà dei Sumeri, apparentemente vi era un atteggiamento piuttosto libero e rilassato nei riguardi della sessualità e la masturbazione pare fosse una tecnica atta a migliorare la potenza sessuale.
La masturbazione maschile risulta essere ancora più importante per l'Antico Egitto; la masturbazione eseguita da un dio in alcuni miti egizi può essere considerata come un atto creativo o magico: si credeva ad esempio che Atum avesse creato l'intero universo visibile masturbandosi, mentre il flusso e riflusso del Nilo venivano attribuiti alla frequenza della sua eiaculazione. Al faraone, in risposta a questo mito di creazione, veniva richiesto di masturbarsi durante le cerimonie che si svolgevano sulle rive del grande fiume.
L'antico testo indiano Kāma Sūtra spiega in dettaglio la procedura migliore per masturbarsi.
Gli antichi Greci consideravano l'autoerotismo come un sostituto normale e sano di altre forme di rapporto sessuale, una valvola di sicurezza contro la frustrazione sessuale distruttiva, e il termine comunemente usato era anaphlan; trattarono inoltre la masturbazione femminile sia nell'arte che nei loro scritti. Diogene di Sinope, considerato come uno dei fondatori del cinismo, accredita l'invenzione della masturbazione al dio Hermes che, provando sincera compassione verso il figlio Pan che era preso da struggimento per la bella Eco la quale non voleva saperne di lui, gl'insegnò il trucco di "fare da sé" al fine d'alleviare la propria sofferenza.
La masturbazione viene poco descritta nell'antica Roma e fonti riferentesi alla sessualità in quell'epoca non ne parlano approfonditamente; il poeta Marziale la considera una forma inferiore di liberazione sessuale, a cui fanno ricorso gli schiavi (anche se ammette di ricorrervi di tanto in tanto). Anche se poco menzionata è stata però tema di lunga data della satira latina, e appare in uno dei pochi frammenti superstiti di Lucilio; ad ogni modo gli antichi romani per masturbarsi preferivano usare la mano sinistra, in quanto la destra era riservata a coglier il cibo da tavola.
Infine, all'interno del bacino del fiume Congo gli antropologi hanno incontrato dei gruppi etnici, tra cui gli Aka, i Ngandu, i Lesi e gli Ituri, nella cui lingua manca del tutto una parola che indichi l'autoerotismo, e che sono confusi dal concetto stesso di masturbazione.

## Prime preoccupazioni per la salute

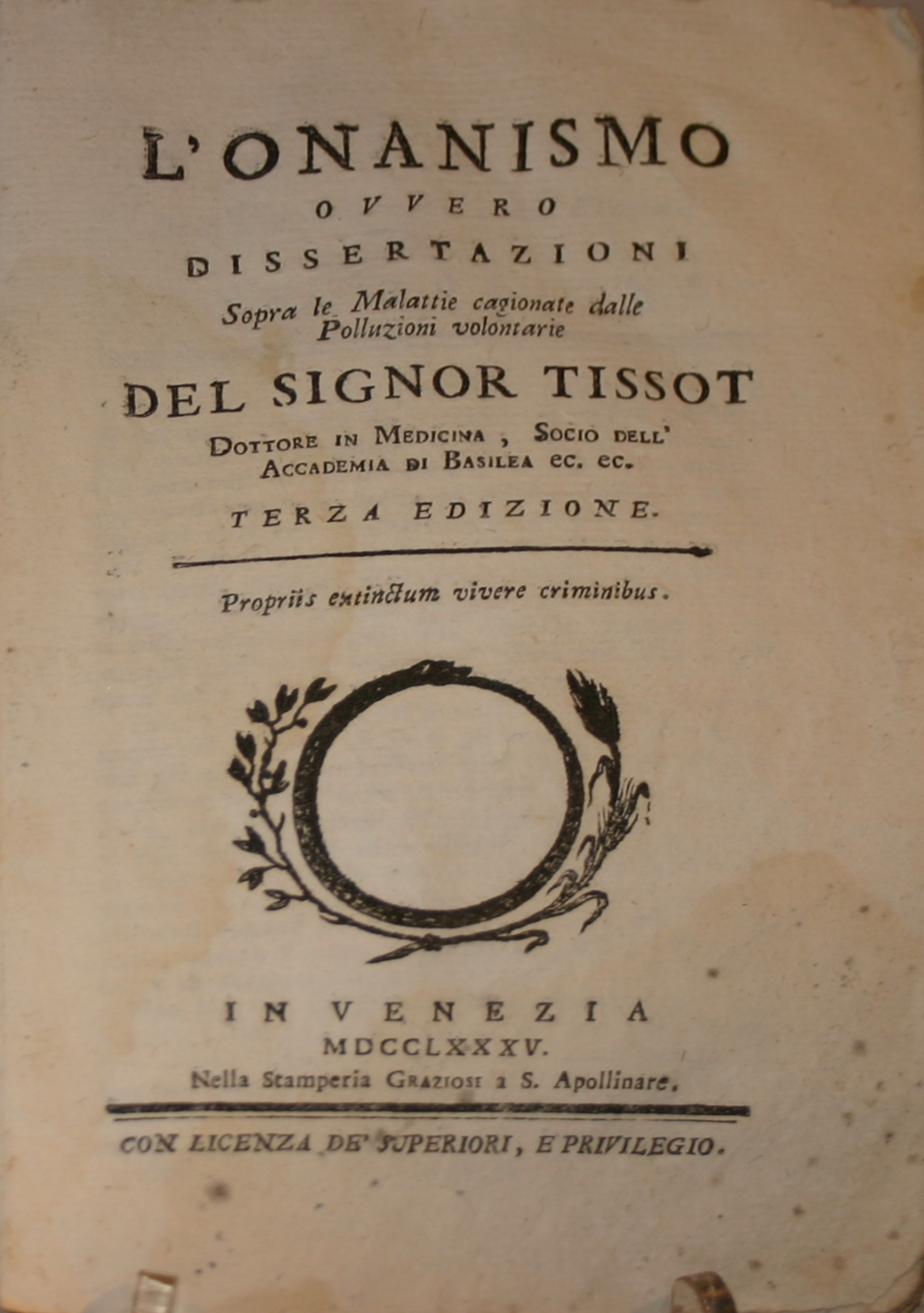
Edizione italiana datata 1785 del trattato di Tissot

Ancora nel XVII secolo in tutta Europa la pratica veniva comunemente usata dalle bambinaie 
e governanti per convincere i ragazzini e ragazzine ad andare a letto e mettersi a dormire tranquilli e quindi venivano masturbati in cambio di obbedienza. Oltreoceano, in un codice di legge della fine del '600 della colonia di New Haven in Connecticut la quale seguiva i dettami del puritanesimo, i bestemmiatori, gli omosessuali e i masturbatori erano passibili di pena capitale.

### Opuscolo del XVIII secolo
(Onania, 1712)
Ma la tolleranza al riguardo cominciò presto a venir meno; il primo uso del termine onanismo (dal personaggio biblico Onan) per fare riferimento esplicito alla masturbazione pare risalire al 1712 tramite un opuscolo anonimo (ma attribuito al chirurgo John Marten, mentre le opere del teologo olandese Balthasar Bekker ne sarebbero state la fonte d'ispirazione) distribuito a Londra ed intitolato Onania: ovvero l'odioso peccato dell'autopolluzione e tutte le spaventose conseguenze per entrambi i sessi, con consigli spirituali e materiali per coloro che si sono già rovinati con questa pratica abominevole e opportuni avvertimenti ai giovani della nazione di ambo i sessi...
Tema principale dell'opuscolo è proprio il "peccato atroce di auto inquinamento". Dopo aver avvertito che chi vi si fosse lasciato indulgere avrebbe sofferto di impotenza, gonorrea ed epilessia, oltre che di un veloce deperimento delle facoltà psicofisiche (inclusi vi erano testimonianze dirette di giovani moribondi ridotti in quello stato dagli affetti terribili della masturbazione compulsiva), l'opuscolo passa poi a raccomandare come rimedio efficace una speciale tintura e una polverina disponibili in un negozio locale.

### Robert James
Negli anni tra il 1743 e il 1745 il medico inglese Robert James, nel suo A Medicinal Dictionary, descrive la masturbazione come "produttrice dei disturbi più deplorevoli e generalmente incurabili", aggiungendo che "non vi è forse altro peccato produttivo causa di tante orribili conseguenze".

### Tissot
Uno di quelli che rimase inorridito dalle descrizioni della spaventosa malattia descritta in Onania fu il medico svizzero Samuel-Auguste Tissot: nel 1760 pubblicò L'Onanisme, il suo trattato di medicina globale sui presunti effetti negativi della masturbazione. Citando, come base del proprio ragionamento, i casi di suoi giovani pazienti maschi curati da lui a Losanna, il dottore sostiene che lo sperma è un "olio essenziale" e di stimolo e che pertanto, dopo esser stato perduto dal corpo in grandi quantità, potrebbe causare una "percettibile riduzione delle forze, della memoria e anche della stessa ragione; causando così visione offuscata, disturbi nervosi, gotta e reumatismi, indebolimento degli organi della generazione, sangue nelle urine (ematuria), disturbi dell'appetito e mal di testa."

### Ellen Gould White
La religiosa predicatrice e profetessa avventista Ellen Gould White, nel suo libro del 1870 intitolato  A Solemn Appeal ("Un solenne appello"), scrive: 
 Questo per quanto riguarda la masturbazione maschile. Per quanto concerne quella femminile, invece, scrive:

### Kellogg
Molti rimedi sono stati concepiti, tra cui avere una dieta vegetariana priva del tutto di grassi animali; questo approccio è stato promosso dal dottor John Harvey Kellogg il quale gestiva un manicomio con metodologia olistico alternativa (fu l'inventore dei Corn flakes) e dal reverendo Sylvester Graham (produttore di un particolare tipo di cracker).
Kellogg era un attivista particolarmente zelante contro il peccato masturbatorio anche nei confronti del fratello Will Keith Kellogg: "né la peste, né la guerra, né il vaiolo, né malattie simili, hanno prodotto risultati così disastrosi per l'umanità come l'abitudine perniciosa all'onanismo... le vittime muoiono letteralmente di propria mano".
Credeva che la pratica del "vizio solitario" causasse il cancro dell'utero, malattie urinarie, emissioni notturne, l'impotenza, l'epilessia, la pazzia e una generale debilitazione fisica e mentale; consigliava, per curare gli adolescenti affetti dal morbo bendaggi, legatura delle mani, coprire i genitali con gabbie brevettate, scosse elettriche e circoncisione senza anestesia. Metteva infine in guardia i genitori contro la servitù malvagia e ignorante che aveva l'abitudine di masturbare i ragazzini per calmarli.
La circoncisione è stata ampiamente adottata nel mondo anglosassone in parte anche a causa del presunto effetto preventivo che si credeva avesse proprio contro la masturbazione

### Abd-al-Aziz ibn Abd-Allah ibn Baaz
Nel 1990 il Gran Mufti dell'Arabia Saudita Abd-al-Aziz ibn Abd-Allah ibn Baaz ha sentenziato che la masturbazione provoca un'interruzione del sistema digerente, infiammazione dei testicoli, danni alla colonna vertebrale, tremore e instabilità in alcune parti del corpo come i piedi, indebolimento delle ghiandole cerebrali che può portare alla diminuzione dell'intelletto e anche a disturbi mentali e vera e propria follia.

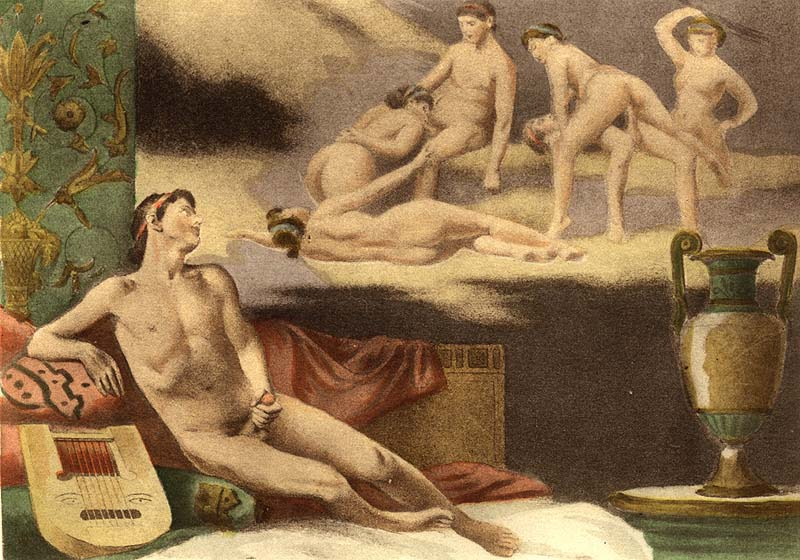
Quadro di Édouard-Henri Avril

## Preoccupazioni morali
Il trattato di Tissot viene presentato come lavoro scientifico di un accademico in un momento in cui la fisiologia sperimentale era praticamente inesistente; gli argomenti del medico svizzero furono ripresi anche da filosofi quali Immanuel Kant e Voltaire, spostando in tal maniera sempre più l'opinione della medicina occidentale dei successivi due secoli nei riguardi della masturbazione verso l'idea che fosse una malattia debilitante.
Questo punto di vista resiste bene per tutta l'epoca vittoriana, quando la forte censura medica nei confronti dell'autoerotismo col comune atteggiamento conservatore all'interno della società civile. Si raccomandava tra l'altro che i pantaloni dei maschi adolescenti non avessero tasche profonde sul davanti, così da impedir loro di toccarsi i genitali con le mani; agli scolari a scuola veniva impedito d'incrociare o accavallare le gambe, mentre alle ragazze era proibito di andare a cavallo o usare la bicicletta, perché le sensazioni che tali attività producevano erano considerate troppo simili al piacere dato dalla masturbazione. I ragazzi e i giovani uomini che, tuttavia, continuavano ad indulgere nella pratica, venivano velocemente bollati come deboli di mente destinati alla follia.

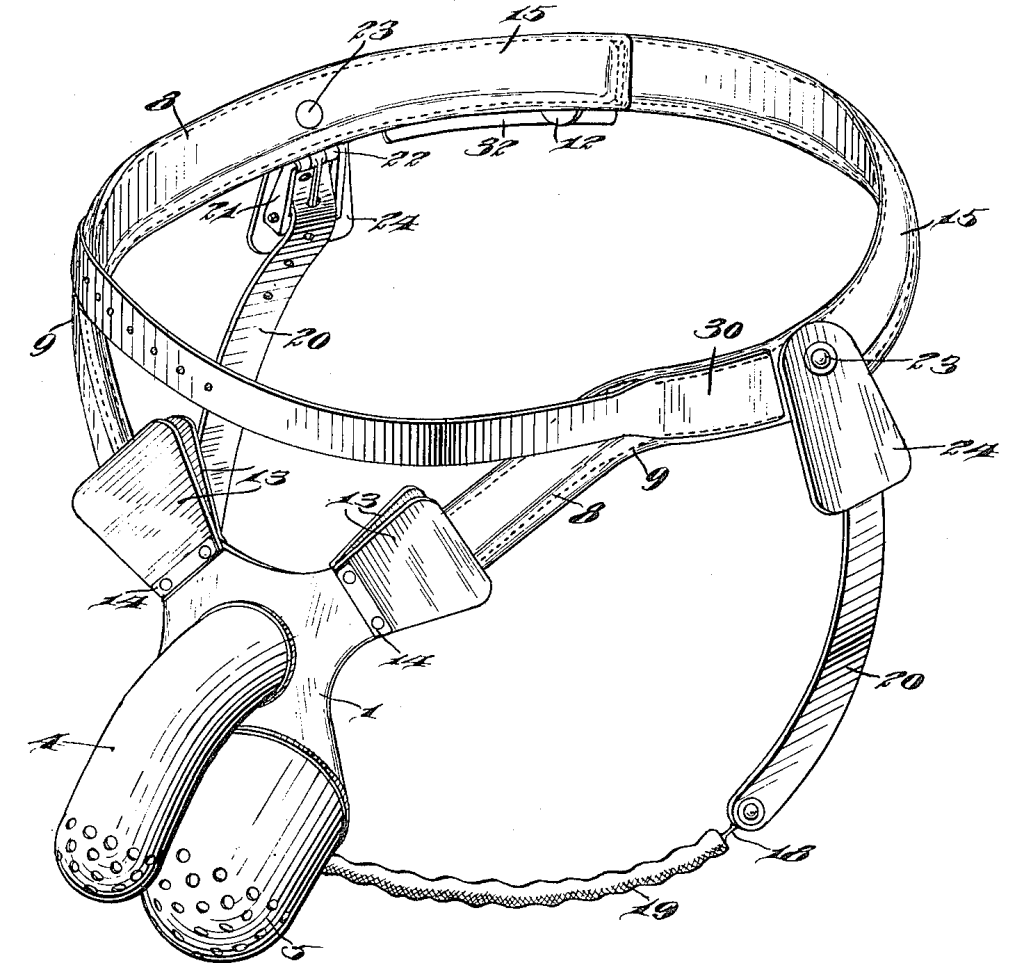
Cintura di castità utilizzata per impedire la masturbazione

### Prosegue la criminalizzazione medica
Nel frattempo la scienza medica, fermamente convinta che la masturbazione conducesse infallibilmente all'epilessia, alla catalessia, catatonia e alla pazzia furiosa prescriveva per curarla l'infibulazione, l'uso di cinture di castità, camicia di forza e cauterizzazione, fino a giungere all'elettroshock. Nei decenni successivi le più drastiche tra queste misure vengono sempre più sostituite con tecniche psicologiche, come gli avvisi che la masturbazione conduca alla cecità, faccia crescere i peli sul dorso delle mani ed impedisca una crescita fisica sana e robusta: alcuni di questi miti persistono ancor oggi.
L'atteggiamento medico verso la masturbazione cominciò a cambiare agi inizi del XX secolo quando il sessuologo Havelock Ellis nel suo lavoro del 1897 intitolato Studies in the Psychology of Sex smonta una ad una le teorie di Tissot: "Arriviamo alla conclusione che la masturbazione moderata in individui sani non sia necessariamente perniciosa.

## Come tabù

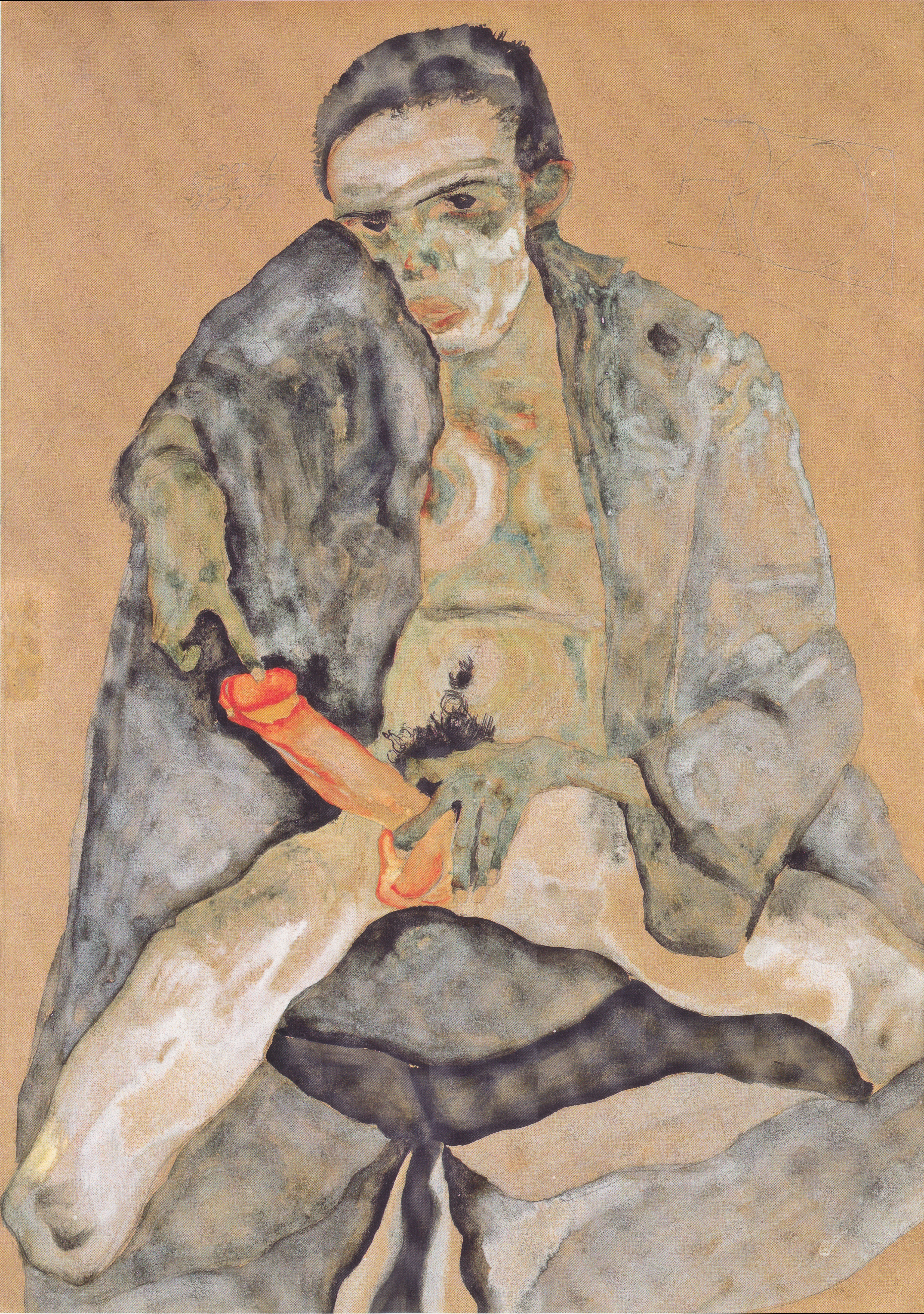
Egon Schiele, Eros

Nel 1905 Sigmund Freud nei suoi Tre saggi sulla teoria sessuale associa la masturbazione all'uso di stupefacenti, rivelando al contempo che i bambini si masturbano anche durante l'infanzia.
Allo stesso tempo la condizione di isteria caratteristica delle donne (dal greco hyster "utero") di fine '800 veniva curata prescrivendo la somministrazione della masturbazione per le pazienti: la tecnica includeva l'uso del primo vibratore e strofinando i genitali con creme-placebo.
Nel 1910 le riunioni del Circolo di Vienna hanno discusso degli effetti morali o riguardanti la salute della masturbazione, i suoi risultati non sono però stati pubblicati.
Robert Baden-Powell, il fondatore della The Scout Association, in un passaggio dell'edizione del 1914 del suo libro Scautismo per ragazzi mette in guardia contro i pericoli della masturbazione: si doveva pertanto fuggire dalla tentazione eseguendo della buona attività fisica che avrebbe dovuto stancare il corpo.
Lo psicoanalista austriaco Wilhelm Reich nel suo saggio del 1922 Über Spezifität des Onanieformen ("Per quanto riguarda le forme specifiche di masturbazione") ha cercato di individuare le forme sane e malsane di masturbazione, affermando che il modo in cui le persone si masturbano è indicativo della potenza sessuale e del grado d'inclinazione verso il sesso opposto. Si credeva all'epoca anche che la masturbazione provocasse l'omosessualità.

## Rivoluzione sessuale
Il lavoro del sessuologo Alfred Kinsey nel corso degli anni quaranta e cinquanta del XX secolo, in particolare il suo Rapporto Kinsey, ha portato alla conclusione che la masturbazione è un comportamento istintivo del tutto naturale sia per i maschi che per le femmine.
Nel 1980 Michel Foucault ha sostenuto che il tabù della masturbazione sia stato "uno stupro perpetrato dai genitori nei confronti dell'attività sessuale dei loro figli".
Il dottor Thomas Szasz, autore tra l'altro de Il mito della malattia mentale, riconosce lo spostamento di consenso scientifico nei riguardi della masturbazione: "L'attività sessuale primaria dell'umanità nel XIX secolo era una malattia. Alla fine del XX secolo è divenuta una cura".